# For All the Dogs
For All the Dogs — восьмой студийный альбом канадского рэпера Дрейка, вышедший 6 октября 2023 года на лейблах OVO Sound и Republic Records. В альбоме приняли участие Teezo Touchdown, 21 Savage, J. Cole, Yeat, SZA, PartyNextDoor, Chief Keef, Бэд Банни, Sexyy Red и Lil Yachty. Он следует за двумя альбомами Дрейка, вышедшими в 2022 году: его седьмым сольным студийным альбомом Honestly, Nevermind и совместным студийным альбомом с 21 Savage под названием Her Loss.
Продюсированием занимались сами Дрейк, Teezo Touchdown и Lil Yachty, а также 40, Sango, Oz, Bnyx, Southside, Boi-1da, Vinylz, Tay Keith, FnZ, Jahaan Sweet, а Screw (посмертный сэмпл), Stwo, Gordo, Justin Raisen и другие. Альбому предшествовали два сингла, «Slime You Out» и «8AM in Charlotte», в первом из которых участвует SZA

## История
21 января 2023 года во время бесплатного концерта в театре Apollo Дрейк анонсировал выход альбома, сказав, что хочет «вызвать больше эмоций, возможно, в этом году». Он также отреагировал на негативный приём его предыдущих альбомов, заявив: «Я думал о многих вещах в жизни, но в данный момент ни одна из этих вещей не мешает мне делать музыку для [фанатов]».
22 августа 2023 года Дрейк представил обложку альбома, нарисованную его сыном Адонисом Грэхемом. 22 августа Amazon Music объявила в социальных сетях, что альбом выйдет через три дня, и похвалила Адониса за рисунок, но позже это заявление было удалено. 6 сентября Дрейк подтвердил, что альбом выйдет 22 сентября. Через два дня после этого он опубликовал видеоролик-трейлер к альбому, который представлял собой воспоминания о том, как его отец, Деннис Грэхем, выступал в канадском телесериале «Штормовой понедельник» вместе с Дэнни Марксом в начале 1990-х годов.
15 сентября 2023 года Дрейк выпустил лид-сингл альбома «Slime You Out», в котором приняла участие американская певица SZA; песня дебютировала на первом месте в Billboard Hot 100, став для Дрейка двенадцатым синглом номер один в США, а для SZA — вторым. Днём позже он объявил, что выход альбома задерживается ровно на две недели и состоится 6 октября. 5 октября Дрейк выпустил второй сингл, «8AM in Charlotte», и обнародовал трек-лист.

## Отзывы
| Совокупная оценка | Совокупная оценка |
| Источник          | Оценка            |
| ----------------- | ----------------- |
| Metacritic        | 53/100            |
| Оценки критиков   |                   |
| Источник          | Оценка            |
| AllMusic          | [ 9 ]             |
| Clash             | 7/10              |
| The Independent   | [ 11 ]            |
| NME               | [ 12 ]            |
| Pitchfork         | 6.5/10            |
| The Times         | [ 14 ]            |
| Slant Magazine    | [ 15 ]            |

For All the Dogs получил оценку 52 из 100 на агрегаторе рецензий Metacritic на основе восьми отзывов критиков, что свидетельствует о «смешанном или среднем» приёме. Шахзаиб Хуссейн из Clash похвалил «дымное воркование, болтовню, помехи и головокружительные обходы», поскольку «производство перемещается между стерилизованным студийным блеском и земным слиянием соул-сэмплов и бум-бап ударных», и отметил, что, хотя «это не классика его рэпа, но это поворотный момент». Уилл Ходжкинсон из The Times назвал Дрейка «серьёзно хорошим рэпером», который «не может удержаться от постоянных жалоб».
Джулианна Эскобедо Шепард из Pitchfork написала, что Дрейк «в очередной раз удвоился в смешении стилей — дрилл, „подземного“ R&B, потока в стиле Playboi Carti — и кроме нескольких вспышек блеска, музыка не может спасти его от самого себя», заявив, что «мясо этого раздутого 23-трекового альбома — его собственные претензии и недостаток актуального контраста». Моси Ривз из Rolling Stone посчитал, что «где-то внутри полуторачасового раздутия, которым является For All the Dogs, есть признаки хорошего альбома», но резюмировал альбом как «блуждающий».
Тим Сендра из AllMusic написал, что «Дрейк вернулся к своему обычному образу действий: медленные биты, попеременно агрессивный и угрюмый рэп и темы, которые варьируются от того, насколько Дрейк велик, насколько Дрейк богат и насколько Дрейк непонятый, и иногда добавляется немного женоненавистничества, чтобы положить немного гнилой вишенки сверху». Надин Смит из The Independent нашла, что «детская мелочность и подростковая неуверенность, которые когда-то были очаровательны в юности, теперь кажутся усталыми и незрелыми. Вместо того чтобы успокоиться и остепениться по мере приближения к сорока годам», в альбоме «он ведёт себя как никогда активно, причём зачастую это не только неуверенность в себе, но и откровенное женоненавистничество».

## Коммерческий успех
For All the Dogs дебютировал на первом месте в американском хит-параде Billboard 200 с тиражом 402,000 альбомных эквивалентов, включая 10,000 чистых продаж альбома и остальное по стримингу. За первую неделю продаж альбом For All the Dogs набрал 514,01 млн потоков по требованию (on-demand streams) и стал тринадцатым альбомом Дрейка номер один в США. Песня «First Person Shooter» (совместная с J. Cole) возглавила чарт Hot 100, став 13-м чарттоппером Дрейка. Также это его 23-й хит в Топ-2 (из 23 хитов тринадцать были № 1 и 10 достигали второго места), где он сравнялся с Битлз (23=20+3) и Мэрайей Кэри (23=19+4). Все 23 трека альбома вошли в Hot 100, включая 7 в Топ-10. Он стал первым исполнителем, набравшим не менее 300 позиций в Hot 100. Единственными другими исполнителями, у которых их не менее 200, являются Тейлор Свифт (212) и группа Glee Cast (207). При этом Дрейк улучшил несколько рекордов Hot 100, включая наибольшее количество топ-3 хитов (30), топ-5 хитов (41), топ-10 (76), топ-20 (132), топ-40 хитов (199) и общее количество хитов в чартах (320).

## Список композиций
| №                   | Название                                        | Автор(ы) | Продюсер(ы)                                                                | Длительность |
| ------------------- | ----------------------------------------------- | --- | -------------------------------------------------------------------------- | ------------ |
| 1.                  | «Virginia Beach»                                | Aubrey Graham Harley Arsenault Noah Shebib Christopher Breaux James Ho | Arsenault 40 [a]                                                           | 4:11         |
| 2.                  | «Amen» (при участии Teezo Touchdown)            | Au. Graham Aaron Thomas Kai Wright Ben Scholefield Rudolph Stanfield | Sango Budgie Teezo Touchdown [b]                                           | 2:21         |
| 3.                  | «Calling for You» (при участии 21 Savage)       | Au. Graham Shéyaa Abraham-Joseph Miles McCollum Shebib Gentuar Memishi C. Smalls T. Flores J. Milfort Francis LeBlanc Nohelani Cypriano Dennis Graue                                | Lil Yachty 40 Gent! Cash Cobain PoWRTrav JayStolaa                         | 4:45         |
| 4.                  | «Fear of Heights»                               | Au. Graham Ozan Yildirim Darryl Clemons Nik Frascona Machado Joseph Benjamin Saint Fort Douglas Ford Simon Gebrelul                                                                 | Oz Pooh Beatz Nik D XYNothing Bnyx [b]                                     | 2:35         |
| 5.                  | «Daylight»                                      | Au. Graham Joshua Luellen Matthew-Kyle Brown T. Cremeni Alessio Bevilacqua Adonis Graham                                                                                            | Southside Smatt T9C [a] Lil Esso [b]                                       | 2:44         |
| 6.                  | «First Person Shooter» (при участии J. Cole)    | Au. Graham Jermaine Cole Matthew Samuels Anderson Hernandez Brytavious Chambers Michael Mule Isaac De Boni Yildirim Scotty Coleman Joe Washington, Jr.                              | Vinylz Boi-1da Tay Keith FnZ Oz Coleman                                    | 4:07         |
| 7.                  | «IDGAF» (при участии Yeat)                      | Au. Graham Noah Smith Saint Fort Sebastian Shah Norma Winstone John Taylor | Bnyx Shah [b]                                                              | 4:20         |
| 8.                  | «7969 Santa»                                    | Au. Graham Thomas Alex Lustig Nyan Lieberthal Saint Fort Jahaan Sweet Keith Cozart Tavares Taylor Tyree Pittman                                                                     | Lustig Nyan Bnyx [b] Sweet [b]                                             | 4:19         |
| 9.                  | «Slime You Out» (при участии SZA)               | Au. Graham Solána Rowe Noel Cadastre Shebib Saint Fort Dalton Tennant Chris Powell Grant Lapointe                                                                                   | Drake Cadastre 40 [b] Bnyx [b] Tennant [b]                                 | 5:10         |
| 10.                 | «Bahamas Promises»                              | Au. Graham Sweet Ray Nelson | Sweet Quasi                                                                | 3:04         |
| 11.                 | «Tried Our Best»                                | Au. Graham Shebib Sweet | 40 Sweet                                                                   | 3:29         |
| 12.                 | «Screw the World» (Interlude)                   | Nasir Jones Jean-Claude Olivier Samuel Barnes Kurtis Walker David Reeves Aaron O'Bryant Jahlil Hutchins Lawrence Smith Norman Harris Allan Felder                                   | DJ Screw                                                                   | 1:52         |
| 13.                 | «Drew a Picasso»                                | Au. Graham Sampha Sisay Shebib Daniel Wagner Phillip Campbell Kamyar Karimi Thomas Lumpkins John Hyszko Eli Brown                                                                   | 40 Dnny Phntm Sauceboy TheBoyKam Tommy Parker Young Troy E. Brown          | 4:22         |
| 14.                 | «Members Only» (при участии PartyNextDoor)      | Au. Graham Jahron Brathwaite Steven Vidal Shebib | Stwo 40 [b]                                                                | 4:37         |
| 15.                 | «What Would Pluto Do»                           | Au. Graham McCollum Memishi Bennett Pepple Saint Fort | Lil Yachty Gent! Bangs Bnyx [a]                                            | 3:02         |
| 16.                 | «All the Parties» (при участии Chief Keef)      | Au. Graham Samuels Saint Fort Arsenault Maneesh Bidaye Coleman Jai'el Blackmon Fierce                                                                                               | Boi-1da Bnyx Arsenault Maneesh Coleman Jdolla Fierce                       | 3:38         |
| 17.                 | «8AM in Charlotte»                              | Au. Graham Denzel Williams Mario Dragoi J. Woodland L. Santi Nichol Eskridge | Conductor Williams Mario Luciano Jason Wool [b]                            | 4:26         |
| 18.                 | «BBL Love» (Interlude)                          | Au. Graham Thomas Kaushik Barua | Kid Masterpiece                                                            | 2:41         |
| 19.                 | «Gently» (при участии Bad Bunny)                | Au. Graham Benito Martínez Diamanté Blackmon Yildirim Frascona | Gordo Oz Nik D                                                             | 2:13         |
| 20.                 | «Rich Baby Daddy» (при участии Sexyy Red и SZA) | Au. Graham Janae Wherry Rowe Mac Felländer-Tsai Blackmon Richard Zastenker Johannes Klahr Saint Fort Ford Shivam Barot Yuval Chain Florence Welch Isabella Summers T. Schaeferdieck | Gordo Liohn Klahr Bnyx [a] Dougie F [a] The Loud Pack [a] UV Killin Em [a] | 5:19         |
| 21.                 | «Another Late Night» (при участии Lil Yachty)   | Au. Graham McCollum Deshawn Jackson | Lil Yachty Childboy                                                        | 2:50         |
| 22.                 | «Away from Home»                                | Au. Graham McCollum Saint Fort Justin Raisen Lukas Levine | Lil Yachty Bnyx Raisen SadPony Lukas                                       | 4:18         |
| 23.                 | «Polar Opposites»                               | Au. Graham McCollum Memishi Anthoine Walters Pepple Omar Gomez Shebib | Lil Yachty Gent! Walters Bangs Beatmenace 40 [b]                           | 4:17         |
| Общая длительность: | Общая длительность:                             | Общая длительность: | Общая длительность:                                                        | 84:50        |

Примечания
- ↑  сопродюсер
- ↑  дополнительный продюсер

## Чарты
| Чарт (2023)                            | Высшая позиция |
| -------------------------------------- | -------------- |
| Австралия (ARIA)                       | 1              |
| Австралия (Hip Hop/R&B Albums, ARIA)   | 1              |
| Бельгия/Фландрия (Ultratop)            | 5              |
| Бельгия/Валлония (Ultratop)            | 2              |
| Канада (Canadian Albums Chart)         | 1              |
| Дания (Hitlisten)                      | 1              |
| Нидерланды (Album Top 100)             | 1              |
| Финляндия (Suomen virallinen lista)    | 6              |
| Франция (SNEP)                         | 2              |
| Германия (Offizielle Top 100)          | 5              |
| Венгрия (MAHASZ)                       | 3              |
| Ирландия (Irish Albums Chart)          | 1              |
| Италия (Classifica album)              | 1              |
| Литва (AGATA)                          | 2              |
| Новая Зеландия (RMNZ)                  | 1              |
| Норвегия (VG-lista)                    | 1              |
| Испания (PROMUSICAE)                   | 15             |
| Швеция (Sverigetopplistan)             | 2              |
| Швейцария (Schweizer Hitparade)        | 2              |
| Великобритания (UK Albums Chart)       | 1              |
| Великобритания (UK R&B Albums Chart)   | 3              |
| США (Billboard 200)                    | 1              |
| США (Billboard Top R&B/Hip-Hop Albums) | 1              |

## Сертификации
| Регион                                                                      | Сертификация  | Продажи |
| --------------------------------------------------------------------------- | ------------- | ------- |
| Канада (Music Canada)                                                       | 2× Платиновый | 160 000 |
| Дания (IFPI Danmark)                                                        | Золотой       | 10 000  |
| Италия (FIMI)                                                               | Золотой       | 25 000  |
| Новая Зеландия (RMNZ)                                                       | Платиновый    | 15 000  |
| Польша (ZPAV)                                                               | Золотой       | 10 000  |
| Великобритания (BPI)                                                        | Золотой       | 100 000 |
| Данные о продажах + прослушиваниях приведены только на основе сертификации. |               |         |